# Fordítókorong

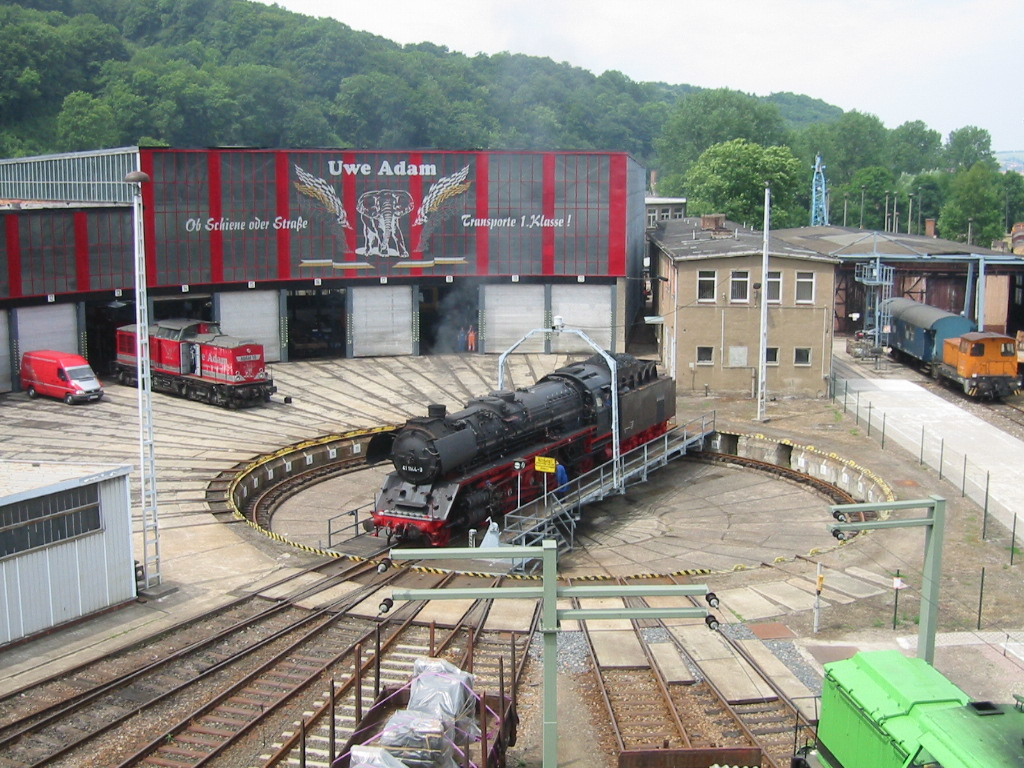
Fordítókorong

A fordítókorong egyes vasúti járművek egyik vágányról a másikra átirányítására vagy megfordítására alkalmas, főként vontatási telepeken használják, ha helyszűke miatt a váltórendszer felépítésére nincs lehetőség.
A fordítókorong egy kör alakú, süllyesztett aknába elhelyezett acélszerkezetű híd, amely középpontja, az úgynevezett királycsap körül elforgatható. A fordítókorong hídja a végein kerekekre támaszkodik, amelyek az aknában, vasbeton gerendára kör alakban lekötött sínen gördülnek.
A fordítókoronghoz sugárirányban csatlakoznak a vágányok. A becsatlakozó vágányok számától és hajlásszögétől, valamint a fordítókorong sugarától függően előfordulhat, hogy az egymás melletti vágányok sínszálai egyszeresen, esetleg kétszeresen keresztezik egymást, ilyenkor törekednek a szabványos keresztezések beépítésére.
Haladó vasúti járművek megfordítására építik ki a hurokvágányokat, de alkalmas a fordításra, igaz több mozgási művelettel a deltavágány is.
Érdekességképp: annak idején a Szabadság-hídnál lévő Fővámházban ("Közgáz") is működött egy forgatókorong, az elvámolandó áruk átvételét elősegítendő: "Építésekor átlagosan heti 30 szállítmány fogadásával számoltak, a megmérendő árukkal megpakolt vasúti kocsikat húzó mozdony megfordítására Ganz gyártmányú fordítókorongot helyeztek el a palotában."